# NGC 3463
NGC 3463 је спирална галаксија у сазвежђу Хидра која се налази на NGC листи објеката дубоког неба.
Деклинација објекта је - 26° 8' 25" а ректасцензија 10h 55m 13,3s. Привидна величина (магнитуда) објекта NGC 3463 износи 13,0 а фотографска магнитуда 13,8. Налази се на удаљености од 60,075 милиона парсека од Сунца. NGC 3463 је још познат и под ознакама ESO 502-2, MCG -4-26-14, IRAS 10528-2552, PGC 32813.